# Tschechisches Rotes Kaninchen

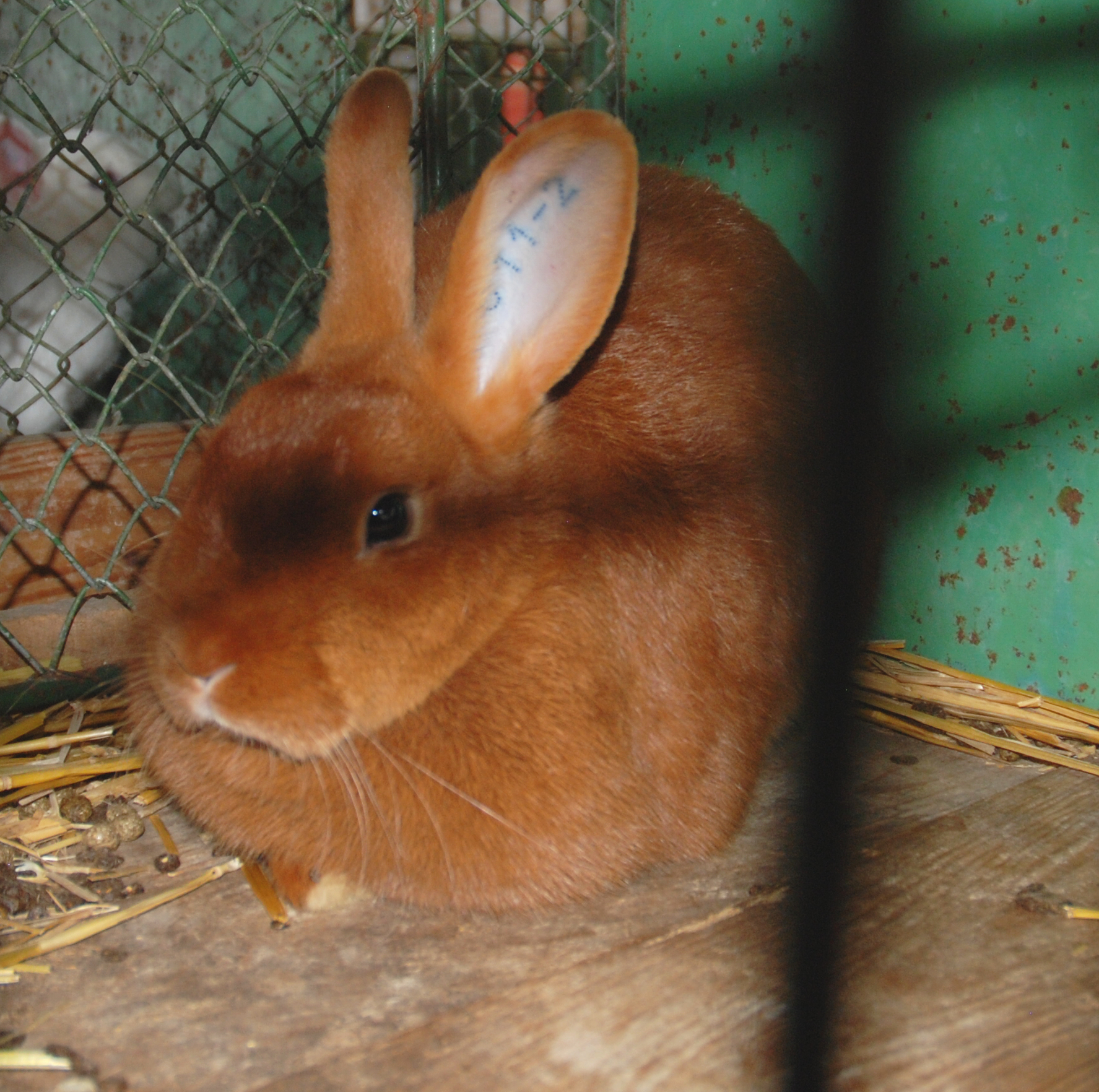
Tschechisches Rotes Kaninchen

Das Tschechische Rote Kaninchen (Tschechisch Český červený králík) ist eine kleine (2,5–3,2 kg), einfarbig rotbraune Kaninchenrasse aus Tschechien. Das Tschechische Rote Kaninchen wurde von Theodor Svoboda aus Modřany (bei Prag) aus gelben „Stallkaninchen“ unter Verwendung von Lohkaninchen herausgezüchtet. Nachdem er die Rasse 1950 zum ersten Mal vorstellte, erfolgte die Anerkennung 1959. Es gibt etwa 150 offiziell registrierte gezüchtete Tiere.
Die Erbformel der Tschechische Roten Kaninchen ist AA bb CC DD GG y3y3.

## Ähnliche Rassen
In Größe und Farbe entspricht das Sachsengoldkaninchen dem Tschechischen Roten Kaninchen weitgehend, das Rote Neuseeländerkaninchen zeigt die gleiche Fellfarbe, ist jedoch mit 4–5 kg deutlich größer und schwerer.